# كينيث جي. ميلز
كينيث جي. ميلز هو رسام وفيلسوف وشاعر كندي، ولد في 25 يناير 1923، وتوفي في 8 أكتوبر 2004.